# Cornetto da Murat
Un cornetto da Murat (in francese cornet de Murat, pronuncia [kɔʁˌnɛdɘmyˈʁa]AFI) è un piccolo dolce tipico del comune francese di Murat, in Alvernia. Si tratta di un biscotto arrotolato a forma di corno bovino, spesso farcito di crème fraîche e un po' di cagliata montata stile crema chantilly.

## Preparazione

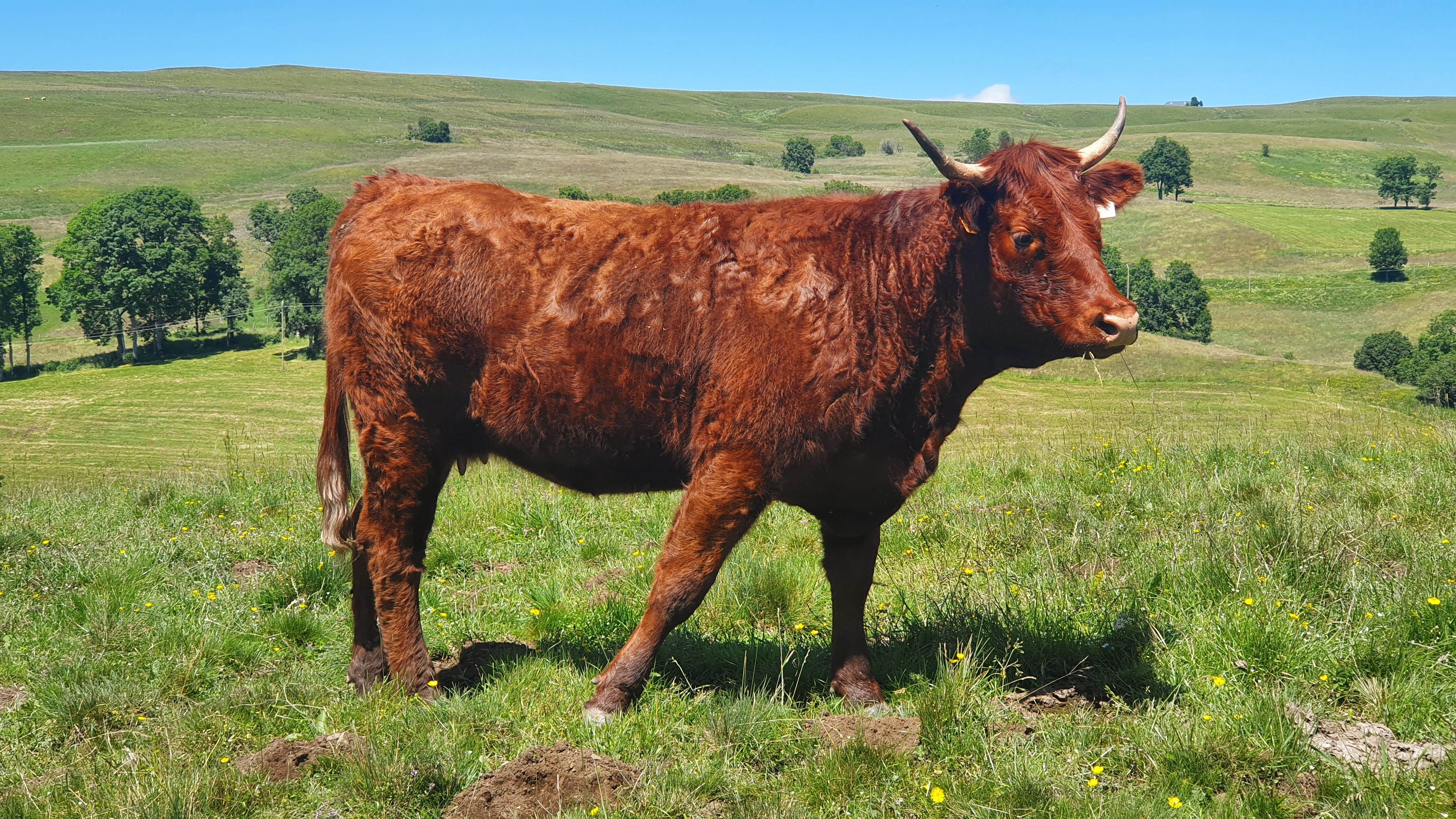
Una mucca Salers al pascolo in un prato alvernese.

Questa specialità si compone di uova, farina, zucchero e sale. L'impasto viene steso a mano. Appena sfornato, si adagia il biscotto su una tavola forata fino ad ottenere la forma conica.
L'aspetto tipico del cornetto sarebbe inteso come un tributo informale alle corna della Salers, razza bovina autoctona dal mantello color mogano che si trova nel Massiccio centrale.
Il cornetto da Murat si propone con diverse farciture sia dolci che salate: crema chantilly, gelato o mousse di foie gras.
Iniziato nel 2004, il festival del cornet de Murat viene organizzato ogni settembre, richiamando fra i 10.000 e i 15.000 visitatori all'anno.